# Amir Hamed
Amir Hamed (Montevideo, 11 de mayo de 1962 - Montevideo, 20 de noviembre de 2017) fue un escritor, crítico, editor, traductor y músico uruguayo de ascendencia siria.

## Biografía
Se graduó en Letras en la Facultad de Humanidades y Ciencias de la Universidad de la República; posteriormente se doctoró en Literatura Hispanomaericana y Teoría en la Northwestern University, Evanston, Illinois, Estados Unidos. Fue creador y director del sitio web H enciclopedia y de su columna en línea interruptor.  Creador y director de las Veladas Beatnik. Rock & Reading (Declaradas de interés cultural por el MEC en 2014), jornadas culturales que integraron lecturas literarias, bandas de rock y artes performáticas y se realizaron desde 2010 hasta 2015.

## Obra
- El probable acoso de la mandrágora, 1982; cuentos
- La sombra de la paloma, 1985; cuentos
- Qué nos ponemos esta noche, cuentos; Premio Letras de Oro (Universidad de Miami 1991)
- Artigas Blues Band, 1994, segunda edición 2004; novela
- Troya Blanda, 1996; novela
- Orientales: Uruguay a través de su poesía Siglo XX, 1996, segunda edición 2010; ensayo
- Retroescritura, 1998; ensayo
- Semidiós, 2001; novela
- Buenas noches, América, 2003; relatos
- Mal y neomal. Rudimentos de geoidiocia, 2007; ensayo
- Porno y postporno, Montevideo, HUM, 2011; ensayo (en colaboración con Ercole Lissardi y Roberto Echavarren)
- Cielo 1/2, 2013; novela
- Encantado, 2014 (Trilogía, El alma del relato); ensayo
- Ella sí,  2014 (Trilogía, El alma del relato); ensayo
- M, 2015 (Trilogía, El alma del relato); ensayo
- Febrero 30, 2016; novela
- Ganas y letras, 2017; ensayo (póstumo)

Traducciones
- Two Noble Kinsmen, obra de William Shakespeare y John Fletcher. (Traducida como Dos nobles de la misma sangre).